# Fonologia limbii maghiare
Acest articol tratează sistemul fonemic al limbii maghiare standard, corespondența dintre scriere și pronunțare, schimbările fonetice redate în scris și cele neredate în scris care au loc la contactul dintre două consoane, precum și caracteristicile accentuării și ale intonației în limba maghiară.

## Vocale
Limba maghiară standard se caracterizează prin șapte perechi de foneme vocalice: /ɒ/ – /aː/, /ɛ/ – /eː/, /i/ – /iː/, /o/ – /oː/, /ø/ – /øː/, /u/ – /uː/ și /y/ – /yː/. Punctele lor de articulare sunt cele reprezentate mai jos:
|                               | Anterioare                             |                                        | Posterioare                            |                                        |                                        |
| Închise                       | \| i • y[2] • u e • ø • o ɛ • a • ɒ \| | \| i • y[2] • u e • ø • o ɛ • a • ɒ \| | \| i • y[2] • u e • ø • o ɛ • a • ɒ \| | \| i • y[2] • u e • ø • o ɛ • a • ɒ \| | \| i • y[2] • u e • ø • o ɛ • a • ɒ \| |
|                               | \| i • y[2] • u e • ø • o ɛ • a • ɒ \| | \| i • y[2] • u e • ø • o ɛ • a • ɒ \| | \| i • y[2] • u e • ø • o ɛ • a • ɒ \| | \| i • y[2] • u e • ø • o ɛ • a • ɒ \| | \| i • y[2] • u e • ø • o ɛ • a • ɒ \| |
| Semiînchise                   | \| i • y[2] • u e • ø • o ɛ • a • ɒ \| | \| i • y[2] • u e • ø • o ɛ • a • ɒ \| | \| i • y[2] • u e • ø • o ɛ • a • ɒ \| | \| i • y[2] • u e • ø • o ɛ • a • ɒ \| | \| i • y[2] • u e • ø • o ɛ • a • ɒ \| |
|                               | \| i • y[2] • u e • ø • o ɛ • a • ɒ \| | \| i • y[2] • u e • ø • o ɛ • a • ɒ \| | \| i • y[2] • u e • ø • o ɛ • a • ɒ \| | \| i • y[2] • u e • ø • o ɛ • a • ɒ \| | \| i • y[2] • u e • ø • o ɛ • a • ɒ \| |
| Semideschisă                  | \| i • y[2] • u e • ø • o ɛ • a • ɒ \| | \| i • y[2] • u e • ø • o ɛ • a • ɒ \| | \| i • y[2] • u e • ø • o ɛ • a • ɒ \| | \| i • y[2] • u e • ø • o ɛ • a • ɒ \| | \| i • y[2] • u e • ø • o ɛ • a • ɒ \| |
|                               | \| i • y[2] • u e • ø • o ɛ • a • ɒ \| | \| i • y[2] • u e • ø • o ɛ • a • ɒ \| | \| i • y[2] • u e • ø • o ɛ • a • ɒ \| | \| i • y[2] • u e • ø • o ɛ • a • ɒ \| | \| i • y[2] • u e • ø • o ɛ • a • ɒ \| |
| Deschise                      | \| i • y[2] • u e • ø • o ɛ • a • ɒ \| | \| i • y[2] • u e • ø • o ɛ • a • ɒ \| | \| i • y[2] • u e • ø • o ɛ • a • ɒ \| | \| i • y[2] • u e • ø • o ɛ • a • ɒ \| | \| i • y[2] • u e • ø • o ɛ • a • ɒ \| |
| i • y • u e • ø • o ɛ • a • ɒ |                                        |                                        |                                        |                                        |                                        |

Membrele fiecărei perechi se diferențiază prin cantitatea vocalică, iar cele ale perechilor /ɒ/ – /aː/ și /ɛ/ – /eː/ diferă și prin alte trăsături.
Cantitatea vocalelor are valoare funcțională, adică sunt cuvinte al căror sens se deosebește prin aceasta, de exemplu [ørylt] „s-a bucurat” ↔ [øːrylt] „nebun, -ă”.
Scrierea și pronunțarea vocalelor:
| Litere | Exemplu             | Transcriere AFI | Pronunțare aproximativ ca în                     |
| ------ | ------------------- | --------------- | ------------------------------------------------ |
| a      | agy „creier”        | /ɒ/             | foarte, în graiul maramureșean                   |
| á      | ágy „pat”           | /aː/            | interjecția A! pronunțată lung                   |
| e      | egy „unu”           | /ɛ/             | pere, în graiul maramureșean, deschis, dar scurt |
| é      | én „eu”             | /eː/            | pere, în româna standard, închis, dar lung       |
| i      | ing „cămașă”        | /i/             | idee, scurt                                      |
| í      | író „scriitor”      | /iː/            | interjecția Tii!, lung                           |
| o      | oda „încolo”        | /o/             | ocazie, scurt                                    |
| ó      | óda „odă”           | /oː/            | interjecția O!, lung                             |
| ö      | örült „s-a bucurat” | /ø/             | cuvântul francez œuf, scurt                      |
| ő      | őrült „nebun, -ă”   | /øː/            | cuvântul francez feu, lung                       |
| u      | utas „călător”      | /u/             | unde, scurt                                      |
| ú      | út „drum”           | /uː/            | interjecția Huu!, lung                           |
| ü      | ügyes „isteț”       | /y/             | cuvântul francez utile, scurt                    |
| ű      | űr „spațiu”         | /yː/            | cuvântul francez pur, lung                       |
| y      | hobby               | /i/             | hobby (numai în cuvinte străine)                 |

### Armonia vocalică
Precum celelalte limbi din familia limbilor fino-ugrice, dar și alte limbi (turcă, japoneză), și maghiara se caracterizează prin armonie vocalică. Majoritatea rădăcinilor polisilabice au vocale caracterizate printr-o trăsătură comună: sunt fie anterioare (e, é, i, í, ö, ő, ü, ű), fie posterioare (a, á, o, ó, u, ú). Vocala á est de fapt situată între cele două, mai aproape de cele anterioare, dar se clasează printre cele posterioare din cauza comportării sale în armonia vocalică. Regula armoniei vocalice cere ca unei rădăcini cu vocale dintr-o anumită categorie să i se adauge sufixe și vocale de legătură din aceeași categorie. Cele mai multe sufixe au două variante, pentru a se putea armoniza cu vocalele din restul cuvântului. De exemplu, sufixul care înseamnă „în (interior)” are variantele -ban (cu vocală posterioară) și -ben (cu vocală anterioară). De aceea, „în casă” se spune a házban, pentru că vocala din ház este posterioară , iar „în pădure” – az erdőben, deoarece vocalele sale sunt anterioare.
Unele sufixe au trei variante, a treia fiind cu vocală rotunjită, care permite armonizarea cu cuvintele a căror unică sau ultimă vocală este și ea rotunjită. Un exemplu este sufixul -on/-en/-ön, cu sensul prepoziției românești „pe”: a lábon „pe picior”, a kézen „pe mână”, a körön „pe cerc”.
Totuși, nu toate sufixele se supun regulii armoniei vocalice, având o singură variantă, de exemplu -ig „până la”: a lábig „până la picior”, a kézig „până la mână”, a körig „până la cerc”.
Există și rădăcini cu vocale de categorii diferite. Cele bine asimilate de limbă, chiar dacă sunt împrumuturi, primesc în general variante de sufix cu vocală posterioară (a fiúval „cu băiatul”), dar de regulă cuvintele străine cu vocale din categorii diferite nu se supun regulii armoniei vocalice: a kávéban „în cafea”, dar a dzsungelben „în junglă”.
În cazul cuvintelor compuse cu vocale din categorii diferite, vocala sufixului este din aceeași categorie ca vocala/vocalele din ultimul element. De exemplu, pentru a spune „la Budapesta”, din variantele sufixului -on/-en/-ön se folosește a doua: Budapesten.
Unele cuvinte cu vocale de categorii diferite admit două variante de sufix: a férfival/férfivel „cu bărbatul” (cuvânt vechi în limbă), a fotelban/fotelben „în fotoliu” (împrumut relativ recent).
Există mai multe perechi de pronume și adverbe la care opoziția vocală anterioară ↔ vocală posterioară corespunde opoziției apropiere ↔ depărtare:
- ez „acesta, aceasta” ↔ az „acela, aceea”;
- itt „aici” ↔ ott „acolo”;
- ide „încoace” ↔ oda „încolo”.

## Consoane
Limba maghiară standard are 25 de foneme consonantice:
|                  | Bilabiale | Labiodentale | Alveolare | Postalveolare | Palatale | Velare | Glotală |
| ---------------- | --------- | ------------ | --------- | ------------- | -------- | ------ | ------- |
| Nazale           | m         |              | n         |               | ɲ        |        |         |
| Oclusive         | p b       |              | t d       |               | c ɟ      | k ɡ    |         |
| Africate         |           |              | t͡s d͡z     | t͡ʃ d͡ʒ         |          |        |         |
| Fricative        |           | f v          | s z       | ʃ ʒ           |          |        | h       |
| Sonantă          |           |              |           |               | j        |        |         |
| Vibrantă         |           |              | r         |               |          |        |         |
| Sonantă laterală |           |              | l         |               |          |        |         |

În scris, consoanele sunt reprezentate și se pronunță în felul următor:
| Litere | Exemplu           | Transcriere AFI | Pronunțare aproximativ ca în         |
| ------ | ----------------- | --------------- | ------------------------------------ |
| b      | bor „vin”         | /b/             | băiat                                |
| c      | cérna „ață”       | /t͡s/            | țară                                 |
| cs     | csap „robinet”    | /t͡ʃ/            | cine                                 |
| d      | dér „brumă”       | /d/             | domn                                 |
| dz     | edző „antrenor”   | /d͡z/            | cuvântul italian zona                |
| dzs    | dzsungel „junglă” | /d͡ʒ/            | ger                                  |
| f      | fiú „băiat”       | /f/             | frig                                 |
| g      | gáz               | /g/             | gaz                                  |
| gy     | gyár „uzină”      | /ɟ/             | deal, în graiul maramureșean, muiat  |
| h      | hír „veste”       | /h/             | horă                                 |
| j      | jó „bun, -ă”      | /j/             | iar                                  |
| k      | kár „pagubă”      | /k/             | cal                                  |
| l      | lap „foaie”       | /l/             | lacrimă                              |
| ly     | lyuk „gaură”      | /j/             | iar                                  |
| m      | mér „măsoară”     | /m/             | mare                                 |
| n      | nagy „nagy”       | /n/             | nas                                  |
| ny     | nyer „câștigă”    | /ɲ/             | bine, în graiul maramureșean, muiat  |
| p      | por „praf”        | /p/             | pauză                                |
| q      | quasar            | /k/             | quasar (numai în cuvinte străine)    |
| r      | rész „parte”      | /r/             | roată                                |
| s      | sor „rând”        | /ʃ/             | șoaptă                               |
| sz     | szó „cuvânt”      | /s/             | sac                                  |
| t      | tőr „pumnal”      | /t/             | temă                                 |
| ty     | tyúk „găină”      | /c/             | teacă, în graiul maramureșean, muiat |
| v      | vér „sânge”       | /v/             | vară                                 |
| w      | BMW               | /v/             | BMW (numai în cuvinte străine)       |
| x      | taxi              | [ks]            | taxi (numai în cuvinte străine)      |
| z      | zár „închide”     | /z/             | zice                                 |
| zs     | zsák „sac”        | /ʒ/             | jurnal                               |

Nu toți lingviștii sunt de acord în privința naturii fonemelor redate prin ty și gy. Pentru unii, acestea sunt oclusive, dar după alții este vorba de africate (/c͡ç/, respectiv /ɟ͡ʝ/).
Toate consoanele pot fi scurte sau lungi. Cele lungi se transcriu prin dublarea literei. Lungimea consoanelor are valoare funcțională:
ara „logodnică” ↔ arra „pe acolo”;
ülő „așezat, -ă” ↔ üllő „nicovală”;
megy „merge” ↔ meggy „vișină”;
építette „l-/i-/le-a construit / a construit-o” ↔ építtette „a pus să se construiască” (forma factitivă a verbului).
Scrierea limbii maghiare este fonemică, aproximativ în aceeași măsură în care este și cea a limbii române. Singurul element de ortografie pe principiul etimologic este redarea consoanei /j/ prin două grafeme: j și ly, cel din urmă fiind transcrierea consoanei pronunțate cândva /ʎ/.

### Schimbări fonetice
Întâlnirea a două consoane poate provoca schimbări în pronunțarea uneia dintre ele sau a ambelor.
Una dintre schimbările fonetice este asimilarea, parțială sau totală, când una din consoane preia una sau mai multe din caracteristicile celeilalte. Unele asimilări sunt redate în scris:
- Consoana v a sufixelor -val/-vel „cu” și -vá/-vé „în” (exprimând transformarea) este asimilată de consoana finală a rădăcinii la care se adaugă: kanál „lingură” + -val → kanállal „cu o lingură”, kés „cuțit” + -vel → késsel „cu un cuțit”, víz „apă” + -vé → vízzé (A jég vízzé változik „Gheața se transformă în apă”).

- Consoana z a pronumelor demonstrative ez „acesta, aceasta”, az „acela, aceea” este asimilată de consoana inițială a sufixului pe care îl primesc: ez + -ben → ebben „în acesta/aceasta”, az + -ra → arra „pe acela/aceea”, ez + -hez → ehhez „la acesta/aceasta”.

- Consoana finală -s, -sz, -z a rădăcinilor verbale asimilează consoana [j] în două situații:

- [j] este primul sunet al desinenței persoanei a treia singular și ale persoanelor de plural la indicativ prezent, conjugarea definită:

olvassa (← olvas + -ja) „îl/o/îi/le citește”;
olvassuk (← olvas + -juk) „îl/o/îi/le citim”;
olvassátok (← olvas + -játok) „îl/o/îi/le citiți”;
olvassák (← olvas + -ják) „(ei/ele) îl/o/îi/le citesc”;
- [j] este marca modului imperativ, la toate persoanele, la ambele conjugări:

olvassak (← hoz + -j- + -a- + -k) „să citesc” (conjugare nedefinită), olvassam (← hoz + -j- + -a- + -m) „să îl/o/îi/le citesc” (conjugare definită).
Cele mai multe asimilări nu se reflectă în scris, mai ales când au loc între consoana finală a primului termen dintr-un cuvânt compus și consoana inițială a termenului al doilea sau la contactul dintre o rădăcină și un sufix. Astfel, termenii componenți, respectiv cuvântul la care se adaugă sufixul, se pot recunoaște ușor:
- O consoană sonoră poate sonoriza consoana surdă care o precede: vasgolyó ['vɒʒgojoː] „bilă de fier” ([ʃ] → [ʒ]).

- O consoană surdă poate să asurzească consoana sonoră care o precede: végcél ['veːkt͡seːl] „scop final” ([g] → [k]).

- Una din consoane poate provoca lungirea celeilalte: község ['køʃːeːg] „comună”, anyja ['ɒɲːɒ] „mama sa”, egészség ['ɛgeːʃːeːg] „sănătate”, búsuljon ['buːʃujːon] „să fie trist(ă)”, hagyja ['hɒɟːɒ] „să îl/o/îi/le lase”.

- Cele două consoane formează o a treia consoană, lungă: vegyszer ['vɛt͡sːɛr] „produs chimic”, irigység ['irit͡ʃːeːg] „invidie”, váltogatja ['vaːltogɒcːɒ] „îl/o/îi/le schimbă (des)”, elunja ['ɛluɲːɒ] „se plictisește de”, tudjátok ['tuɟːaːtok] „îl/o/îi/le știți”.

- Înaintea consoanelor b, p și m, consoana n devine [m]: különben ['kylømbɛn] „altfel”, színpad ['siːmpɒd] „scenă”, azonmód ['ɒzomːoːd] „imediat”.

O schimbare care are loc și în interiorul rădăcinilor, fără să fie marcată în scris, ca în română, este velarizarea lui n înaintea consoanelor g și k: hang [hɒŋg] „voce”, munka ['muŋkɒ] „muncă”.

## Accentuarea
În limba maghiară, accentul este tonic (numit și de intensitate), ca în română. El cade totdeauna pe prima silabă a cuvintelor, dar sunt și cuvinte care nu se accentuează, din categoria cuvintelor funcționale: articolele hotărâte (a și az), articolul nehotărât (egy), conjuncțiile și unele particule. Dacă un astfel de cuvânt se află după un cuvânt cu sens lexical deplin, cele două formează din punct de vedere fonetic un singur cuvânt, accentul fiind pe prima silabă, conform regulii (exemplu: énekel is ['eːnɛkɛliʃ] „cântă de asemenea”). Dacă însă un asemenea cuvânt precede un cuvânt cu sens deplin, accentul cade pe prima silabă a acestuia, prin urmare grupul se pronunță ca un singur cuvânt cu accent pe silaba a doua sau, mai rar, a treia. Exemple: az ember [ɒ'zɛmbɛr] „omul”, de most [dɛ'moʃt] „dar acum”.
Cuvântul poate avea mai multe accente de intensitate, dintre care primul este cel mai puternic, fiind accentul principal, celelalte fiind accente secundare. Este cazul cuvintelor derivate cu prefixe verbale și al celor compuse, la care este accentuată în general prima silabă a fiecărui membru:
- cuvânt derivat cu prefix: összeférhetetlen „incompatibil”;
- cuvânt compus: hangversenyterem „sală de concert”.

Când se dorește scoaterea în evidență a unui cuvânt din propoziție, accentul de pe unica sau prima sa silabă este mai intens decât cel al celorlalte cuvinte: Péter ment ma színházba „Péter s-a dus astăzi la teatru”, adică nu altcineva.
Accentul poate fi și contrastiv, adică sunt două sau mai multe cuvinte – chiar dacă fac parte din cuvinte compuse fără să fie primul membru –, care poartă un accent de aceeași intesitate și mai puternic decât celelalte din propoziție: Nem száznyolc, hanem százhét éves a nagymamám „Bunica mea nu are 108 ani, ci 107”.

## Intonația
Intonația descendentă caracterizează propozițiile enunțiative și imperative, ca și pe cele interogative parțiale (cu cuvânt interogativ referitor la o anumită parte de propoziție): Esik az ↘ eső „Plouă”; Hozza ide a ↘ széket! „Aduceți scaunul!”; Honnan ↘ tudod? „De unde știi?”
Propozițiile interogative totale (la care se răspunde prin „da” sau „nu”) compuse din cel puțin trei silabe au intonație ascendentă–descendentă: Pontosan érkezett a vonat? ['pontosɒn 'eːrkɛzɛtː ɒ↗'vo↘nɒt] „Trenul a sosit la timp?”
Propozițiile interogative totale mono- sau bisilabice au intonație numai ascendentă: Jó? [↗joː] „E bun(ă)?”; Igen? ['i↗gɛn] „Da?”